# 3.ª División SS Totenkopf
La 3.ª Panzerdivision SS Totenkopf fue una de las 38 divisiones de las Waffen SS durante la Segunda Guerra Mundial. Antes de alcanzar la condición división, la formación era conocida como Grupo de Combate Eicke. La división es célebre por su insignia y el hecho de que la mayoría de los soldados alistados inicialmente eran SS-Totenkopfverbände
La 3.ª Panzerdivision SS Totenkopf era considerada una división enteramente de origen germánico. A lo largo de toda la Segunda Guerra Mundial, la División recibió 47 Cruces de Hierro.

## Historial

### Formación e inicios
La División Totenkopf se formó el 16 de octubre de 1939 por decreto de Adolf Hitler, tiene su origen en las unidades creadas para la custodia de los campos de concentración, las SS-Totenkopfstandarten (literalmente «regimientos SS de la calavera» — Totenkopf significa «calavera») después de que el control de dichos campos hubiese pasado de los regimientos de las SA a las SS en 1934. La inspección de esos campos se confió a Theodor Eicke.
En el año 1939 por decreto de Adolf Hitler se reagrupan los siguientes regimientos bajo el nombre de SS-Totenkopfverbände o SS-TV:
- Standarte I Oberbayern en Dachau.
- Standarte II Brandenburg en Oranienburg-Sachsenhausen.
- Standarte III Thüringen en Buchenwald.
- Standarte IV Ostmark en Mauthausen.

Estas unidades eran consideradas de calidad inferior respecto de otras unidades de combate de las SS y eran utilizados en operaciones de vigilancia y guardia.
A principios de la Segunda Guerra Mundial, en septiembre de 1939, durante la campaña de Polonia, fue enviada a Polonia para acabar con los últimos restos de resistencia polaca. En la región de Bydgoszcz, elementos del batallón Brandenburg ejecutaron a 800 polacos sospechosos de insurgencia en dos días durante el llamado Domingo sangriento de Bydgoszcz. Esta división estaba mal equipada y tenía problemas de indisciplina y de organización. Finalmente es asignada como reserva al 2.º Ejército durante la invasión de Francia y los Países Bajos en mayo de 1940.
Entraron en combate el 16 de mayo de 1940 en el frente en Bélgica, luchando fanáticamente, sufrieron grandes pérdidas. Una semana después de este combate los elementos de esta división al mando del SS-Obersturmführer Fritz Knöchlein, ejecutaron 97 de los 99 oficiales británicos miembros del Royal Norfolk Regiment que se habían rendido.
En junio de 1940, esta división perpetra una masacre de tiradores senegaleses en Chasselay, en el departamento del Ródano, en Francia, donde posteriormente se construyó un cementerio militar para acoger a las víctimas, el Tata senegalés.
La división SS Totenkopf vio acción en varias ocasiones durante la invasión de Francia. En el noreste de Cambrai la división tomó 16.000 prisioneros franceses. Sin embargo más adelante al avanzar hacia la costa se toparon de frente con una gran resistencia anglo-francesa la cual apenas pudieron contener a punto de entrar en pánico. Tuvieron que usar piezas de artillería para detener a los tanques y sólo se salvaron por la intervención de los bombarderos en picado de la Luftwaffe. A continuación, sufrieron grandes pérdidas durante la toma del Canal de La Bassée.
Para el momento en que Francia se rindió la división se encontraba cerca de la frontera española, donde se alojaron hasta abril de 1941. Sufrieron grandes pérdidas durante la batalla de Francia y fue necesario transferir elementos, esta vez de unidades regulares de las Waffen SS y no de batallones de guardias de campos de concentración. Para suplir sus pérdidas requisaron vehículos locales y otros materiales franceses.

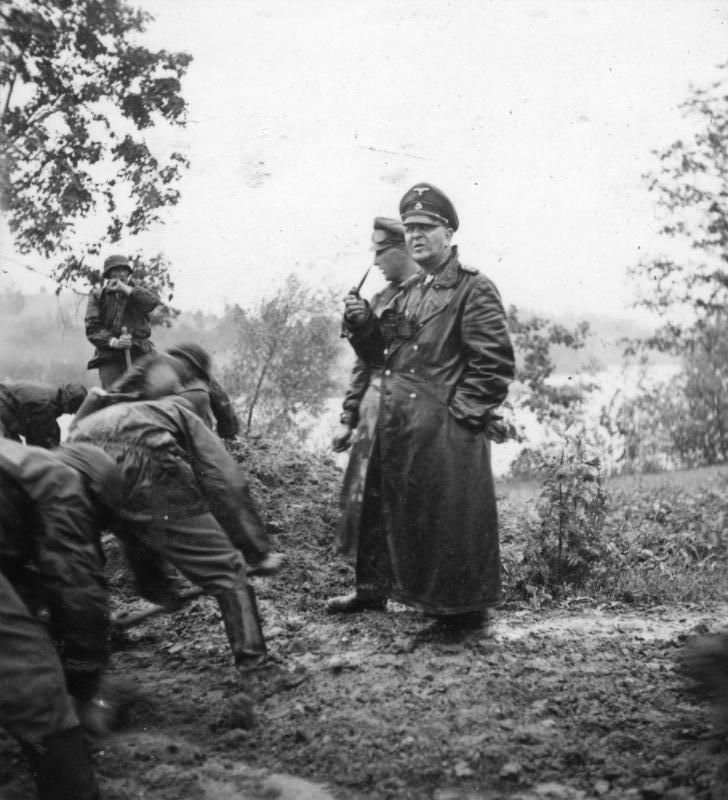
Soldados de la SS-Division „Totenkopf“ con su comandante Theodor Eicke durante el avance sobre Demjansk (23 de septiembre de 1941).

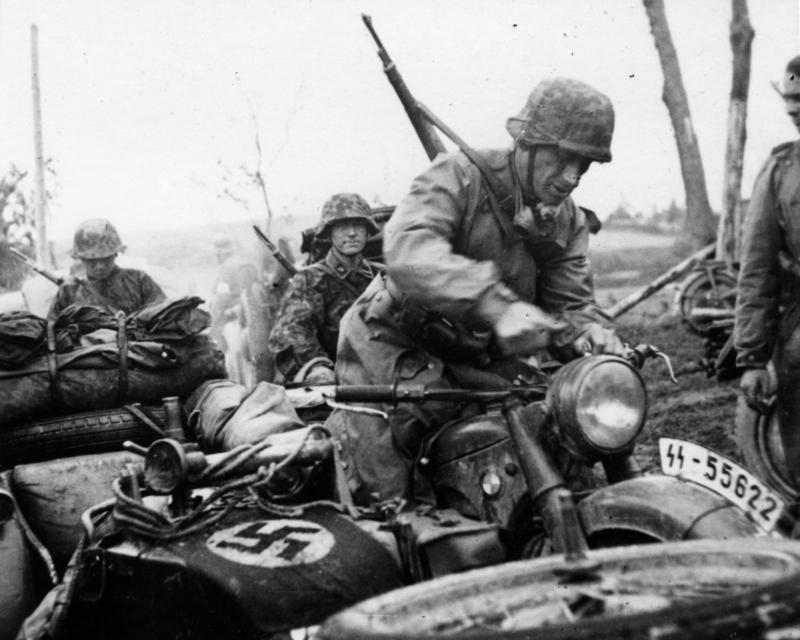
Kradschützen ("Infantería motociclista") de la 3.ª SS División Totenkopf en camino a Leningrado año 1941.

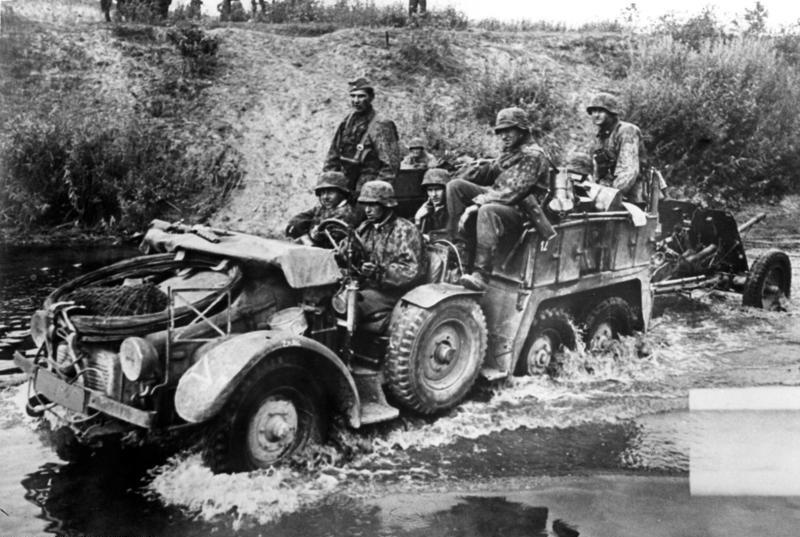
Unidad antitanque de la 3.ª SS Panzer, septiembre de 1941.

### Operación Barbarroja
A mediados de abril de 1941 la división recibió la orden de marchar al este para unirse al Generalfeldmarschall Wilhelm Ritter von Leeb, cuyo Grupo de Ejércitos Norte, tenía la tarea de avanzar hacia Leningrado formando el ala norte de la Operación Barbarroja. Combatieron en Letonia y Lituania, y en julio pasaron la famosa Línea Stalin. La división avanzó después a Demiansk donde se vieron envueltos en un violento combate.
Durante el invierno de 1941, los soviéticos lanzaron una serie de operaciones contra las líneas alemanas en el sector norte del frente. Durante una de estas operaciones, la División fue rodeada por varios meses cerca de Demjansk en lo que vendría a ser conocido como la Bolsa de Demiansk. Durante estas batallas en los salientes del frente la división sufrió tantas perdidas que volvió a la categoría de Grupo de Combate. Durante los combates el SS-Hauptsturmführer Hubert-Erwin Meierdrees de la Sturmgeschütze-Batterie Totenkopf (Batería de asalto) formó un Grupo de Combate de alrededor de 120 soldados y mantuvo la estratégica ciudad de Bjakowo a pesar de los repetidos intentos enemigos decididos a capturar la ciudad. Durante estas batallas, Meierdress destruyó personalmente varios tanques enemigos con su StuG III. Fue condecorado con la Cruz de Hierro por sus acciones durante este período. En abril de 1942, la división rompió la bolsa y se las arregló para llegar a líneas amigas.
En Demiansk, alrededor del 80% de sus soldados murieron, fueron heridos o desaparecidos en acción. Los restos de la División fueron retirados del combate a finales de octubre de 1942 y enviada a Francia para ser reacondicionada. Durante su estadía en Francia, la División tomó parte en el asunto Antón, la toma de control de la Francia de Vichy en noviembre de 1942. La división fue apoyada por un batallón Panzer y redesignada como 3.ª SS-Panzergrenadier-Division Totenkopf. La división se mantuvo en Francia hasta febrero de 1943, cuando su antiguo jefe, Theodor Eicke, retomó el control.

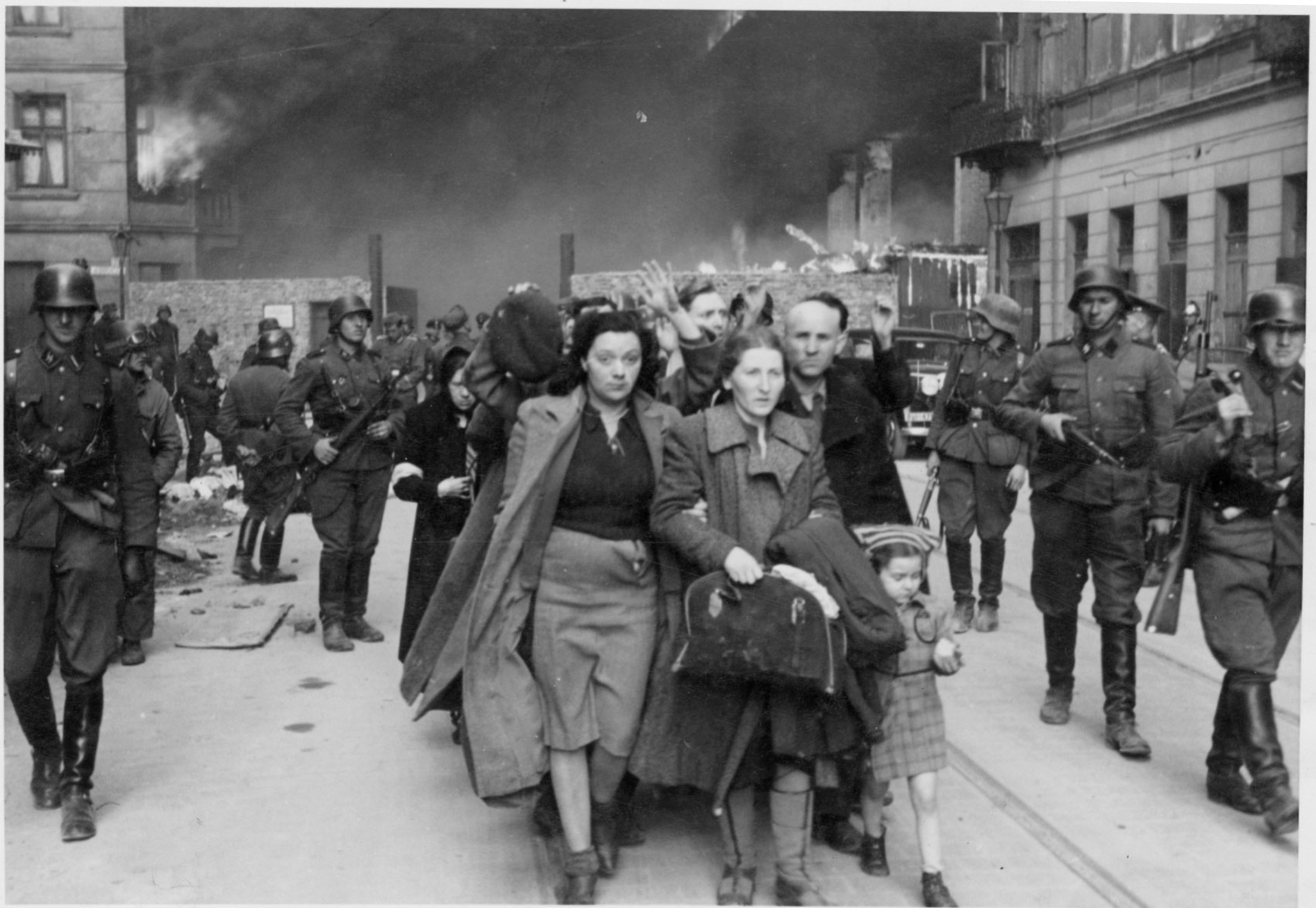
Levantamiento del Gueto de Varsovia de abril-mayo de 1943, entre las unidades SS involucradas en encontraba el III Batallón de Varsovia de la 3ª División SS.

### Tercera batalla de Járkov y Batalla de Kursk
A principios de febrero de 1943 la División Totenkopf fue asignada de nuevo al Frente Oriental como parte del Grupo de Ejércitos Sur comandado por Erich von Manstein. Como parte del cuerpo Panzer SS del SS-Obergruppenführer Paul Hausser tomó parte en la Tercera Batalla de Járkov haciendo frente a la ofensiva soviética. Durante la batalla el comandante Theodor Eicke murió cuando su avión Fieseler Storch fue derribado por la artillería soviética cayendo su avión más allá de las líneas soviéticas. La división montó un ataque para asegurar el sitio del impacto y recuperar el cuerpo de su comandante. El cuerpo de Eicke fue repatriado y enterrado con todos los honores militares. Hermann Priess fue designado comandante de la división.
El II Cuerpo Panzer, incluyendo la división Totenkopf se desplazó hacia el norte para tomar parte en la Operación Ciudadela, una gran ofensiva para aplastar la saliente de Kursk. En febrero de 1943 la 3r Regimiento Panzer SS recibió una compañía de tanques pesados Tiger I (9º Regimiento Panzer SS). Este regimiento estaba en el punto máximo de su fuerza en el momento que comenzó la Operación Ciudadela, había tenido la oportunidad de refinar sus habilidades de aniquilar tanques enemigos durante la contraofensiva para recapturar Járkov y Belgorod durante la primavera de 1943.
El ataque fue lanzado el 5 de julio de 1943, después de un bombardeo masivo de artillería de los soviéticos, sobre las concentraciones alemanas. El II Cuerpo Panzer SS (cuyo nombre cambió tras la formación del I Cuerpo Panzer SS, un mes antes) atacó el flanco sur del saliente haciendo de punta de lanza para ayudar al Coronel General Hermann Hoth del IV Ejército Panzer.

## Denominaciones sucesivas
- SS-Totenkopf-Division (a partir del 16 de octubre de 1939), compuesta por:
  - SS-Totenkopf-Infanterie-Regiment 1
  - SS-Totenkopf-Infanterie-Regiment 2
  - SS-Totenkopf-Infanterie-Regiment 3
  - SS-Totenkopf-Artillerie-Regiment
    - schwere SS-Totenkopf-Artillerie-Abteilung
    - SS-Totenkopf-Aufklärungs-Abteilung
    - SS-Totenkopf-Panzerabwehr-Abteilung
    - SS-Totenkopf-Pionier-Bataillon
    - SS-Totenkopf-Nachrichten-Abteilung

- SS-Panzergrenadier-Division Totenkopf (a partir del 9 de noviembre de 1942), compuesta por:
  - SS-Panzergrenadier-Regiment 1 Totenkopf
  - SS-Panzergrenadier-Regiment 3 Totenkopf
  - Panzer-Regiment 3
    - SS-Totenkopf-Sturmgeschütz-Abteilung
    - SS-Totenkopf-Aufklärungs-Abteilung
    - SS-Totenkopf-Kradschützen-Bataillon
    - SS-Totenkopf-Panzerjäger-Abteilung
    - SS-Totenkopf-Pionier-Bataillon
    - SS-Totenkopf-Flak-Abteilung
    - SS-Totenkopf-Nachrichten-Abteilung

- 3. SS-Panzer-Division Totenkopf (a partir del 22 de noviembre de 1943), compuesta por:
  - SS Panzer-Regiment 3 Totenkopf
  - SS Panzer-Grenadier-Regiment 5 Thule
  - SS Panzer-Grenadier-Regiment 6 Theodor Eicke
  - SS Panzer-Artillerie-Regiment 3
    - SS Flak-Artillerie-Abteilung 3
    - SS Sturmgeschütz-Abteilung 3
    - SS Panzer-Aufklärungs-Abteilung 3
    - SS Panzerjäger-Abteilung 3
    - SS Panzer-Pionier-Bataillon 3
    - SS Panzer-Nachrichten-Abteilung 3
    - SS Versorgungs-Einheiten 3

## Comandantes
| N.º | Retrato | Comandante                                                | Desde                    | Hasta                    |
| --- | ------- | --------------------------------------------------------- | ------------------------ | ------------------------ |
| 1   |         | SS-Gruppenführer Theodor Eicke (1892-1943)                | 1 de noviembre de 1939   | 7 de julio de 1941       |
| 2   |         | SS-Oberführer Matthias Kleinheisterkamp (1893-1945)       | 7 de julio de 1941       | 18 de julio de 1941      |
| 3   |         | SS-Brigadeführer Georg Keppler (1894-1966)                | 18 de julio de 1941      | 19 de septiembre de 1941 |
| 4   |         | SS-Obergruppenführer Theodor Eicke (1892-1943)            | 19 de septiembre de 1941 | 26 de febrero de 1943    |
| 5   |         | SS-Gruppenführer Hermann Priess (1901-1985)               | 26 de febrero de 1943    | 27 de abril de 1943      |
| 6   |         | SS-Gruppenführer Heinz Lammerding (1905-1971)             | 27 de abril de 1943      | 1 de mayo de 1943        |
| 7   |         | SS-Gruppenführer Hermann Priess (1901-1985)               | 1 de mayo de 1943        | 20 de junio de 1944      |
| 8   |         | SS-Standartenführer Karl Ullrich (1910–1996) en funciones | 20 de junio de 1944      | 13 de julio de 1944      |
| 9   |         | SS-Brigadeführer Hellmuth Becker (1902-1953)              | 13 de julio de 1944      | 8 de mayo de 1945        |

## Teatros de operaciones
- Batalla de Francia – mayo de 1940
  - Dunkerque
- Operación Barbarroja - 1941
  - Sitio de Leningrado
- Unión Soviética - 1942 - 1943
  - Batalla de Kursk
  - Bolsa de Demiansk
  - Cuenca del Donetz
- Báltico y Rumanía - 1944
- Hungría y Austria - 1945
  - División destruida en Viena.